# Cassaro

Localització de Cassaro

Cassaro (sicilià Càssaru) és un municipi italià, dins de la província de Siracusa. L'any 2009 tenia 833 habitants. Limita amb els municipis de Buscemi, Ferla, Palazzolo Acreide i Sortino.

## Administració
| Període | Identitat      | Partit        |
| ------- | -------------- | ------------- |
| 2007-   | Nello Pisasale | Llista cívica |

## Antiguitat
La població apareix esmentada en fonts clàssiques com ara la Història Natural de Plini el Vell o a la Geografia de Ptolemeu.En l'edat antiga, era anomenada Càciron, del grec Κάκυρον Kàkyron; en llatí, Cacyrum/Cacyron. Els seus habitants eren els cacirins, en llatí cacyrīnī, ōrum.